# アントン・シュタードラー
アントン・シュタードラー（ドイツ語: Anton Stadler、1753年6月28日 - 1812年6月15日）は、オーストリアのクラリネット奏者、バセットホルン奏者、作曲家。ヴォルフガング・アマデウス・モーツァルトとの親交で知られる。

## 生涯
下オーストリアのハンガリーとの国境に近いブリュック・アン・デア・ライタで、音楽家であり靴屋のヨゼフ・シュタードラー（Joseph Stadler）を父として生まれる。弟ヨハン・シュタードラー（Johann Stadler）と共に音楽教育を受けたと考えられ、1773年にウィーン音楽家協会の演奏会において演奏家としてデビューを飾っている。その後1779年にウィーン宮廷楽団と契約し、1780年にフランシスカ・ビヒラー（Francisca Bichler）と結婚している。フランシスカとは後に8人の子供をもうけ、3人が成人している。モーツァルトと親しくなったのもこの時期と考えられている。1787年には宮廷楽団に正式に入団し、1791年頃から単独で演奏旅行を行うようになり、各地で名声を博した。1812年にウィーンで貧窮の中に没する。
シュタードラーは私生活上の問題が多く、各所に少なからぬ負債があった他、1801年以降は愛人と暮らし妻フランシスカと別居してもいる。また、モーツァルトと同様にフリーメイソンに入会しており、モーツァルトと親しくなるきっかけだったとも伝えられている。

## 演奏
シュタードラーは非常に美しい音色で知られていた。モーツァルトは「あなたの演奏ほど、クラリネットが巧みに人の声に近づくことができるとは思ったことがありませんでした。あなたの音は柔らかく繊細で、心ある者は抗うことができません」と書き送っている。また、クラリネットやバセットホルンの低音の演奏を得意とし、ヨハンと共演する際には首席奏者であったにもかかわらず2番クラリネットを担当することが多かった。そのため楽器製作者テオドール・ロッツと協力し、クラリネットの低音域を記譜音Cまで拡張した、現在でいうバセット・クラリネットを開発した。
モーツァルトはシュタードラーの演奏に惚れ込み、晩年の代表作であるクラリネット五重奏曲KV581やクラリネット協奏曲KV622をはじめ、多くのクラリネット作品がシュタードラーの演奏を念頭に置いて書かれている。なお、2人の友好関係には諸説あり、経済的に余裕のなかったモーツァルトからシュタードラーがさらに借金をしたとも、晩年のモーツァルトの生活を支えたとも言われている。モーツァルトの協奏曲と五重奏曲の自筆譜が失われたのは、シュタードラーが借金のかたにこれらの楽譜を売却したからだとも言われている（その中には現存しない作品もあったという）。
その他、フランツ・クサーヴァー・ジュースマイヤー、レオポルト・アントニーン・コジェルフ、ヨーゼフ・アイブラーなどがシュタードラーのために作品を書いている。シュタードラー自身も作曲家として活動しており、ヨハンと共演するために書かれたと思われているクラリネット二重奏曲の他、複数の作品が出版されている。

## バセット・クラリネット

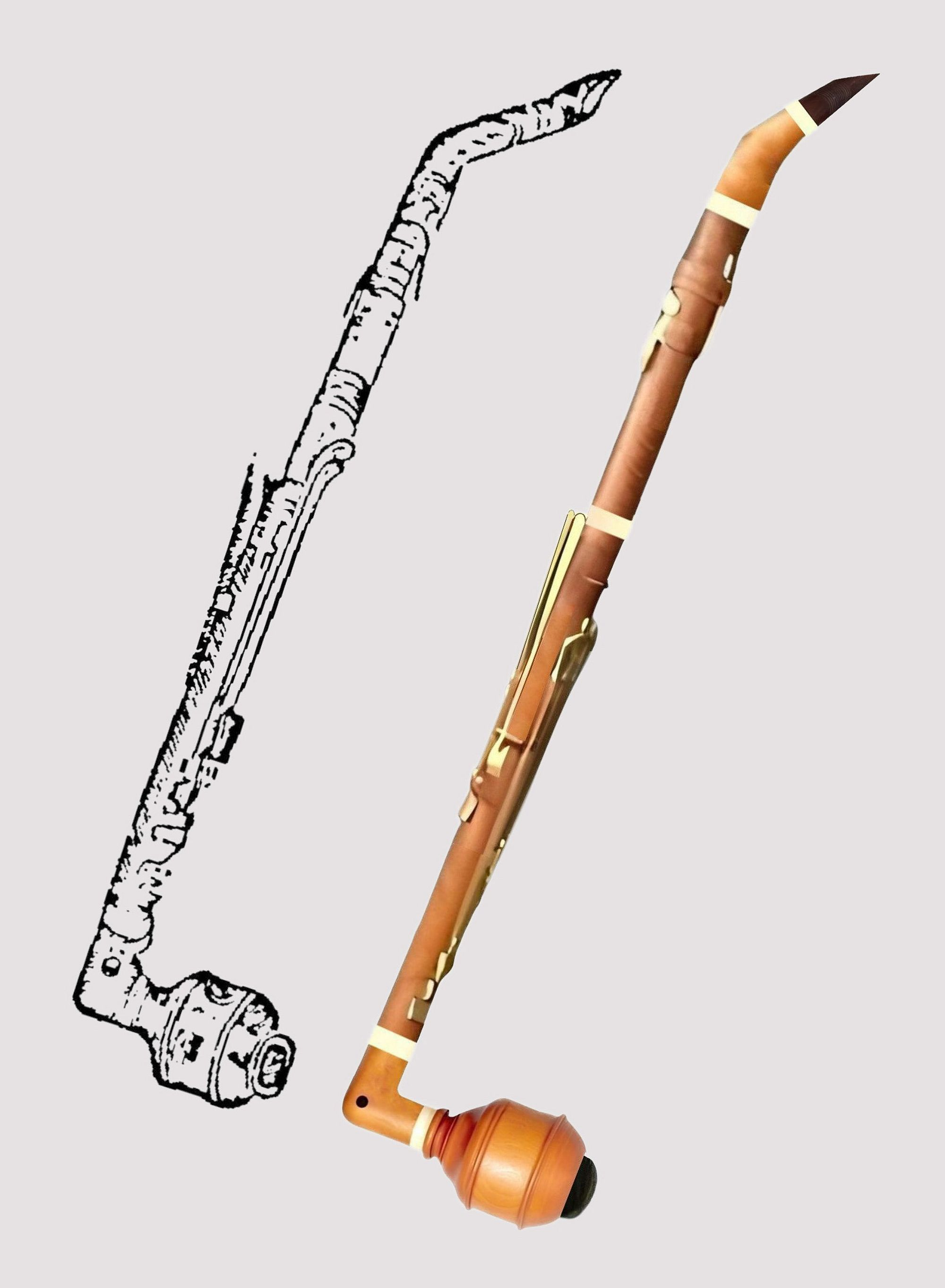
シュタードラーのバセット・クラリネット（左＝スケッチ）。